# Rhodostrophia praecisaria
Rhodostrophia praecisaria là một loài bướm đêm trong họ Geometridae.